# Eteromorfite
L'eteromorfite è un minerale.